# Habano
Se denomina habano a todos los tabacos o puros en los cuales el 100% del tabaco que los compone es cultivado y manufacturado en Cuba tras varios controles fuertes tanto a nivel del proceso agrícola de cultivo, fermentación, secado e inclusive añejamiento.

## Calidad de la hoja

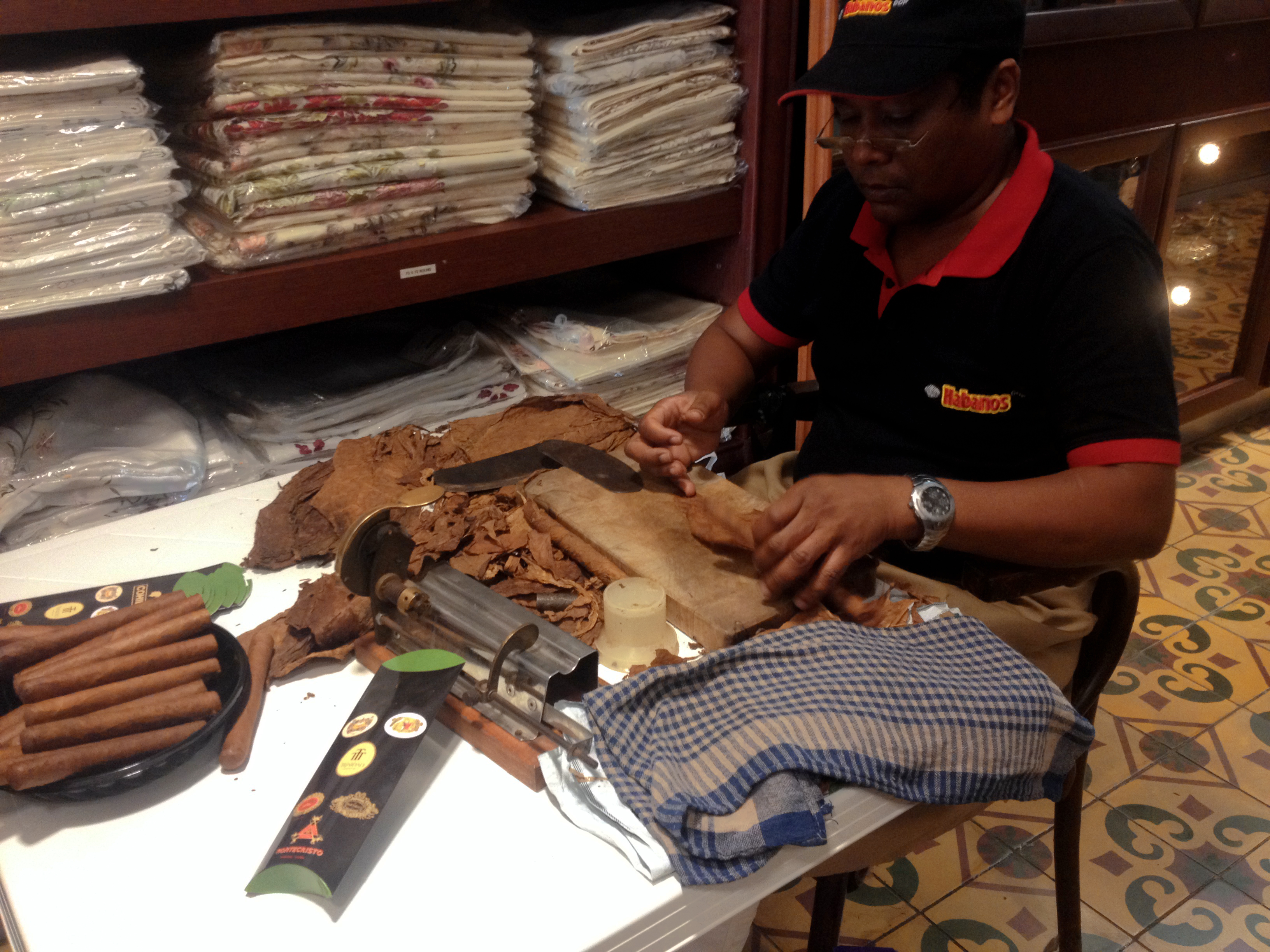
El torcedor es considerado un artesano. Prensa y corta la capa con una guillotina, la enrolla y termina el habano.

Se dice que la calidad del habano radica en la unión de cinco factores: 
- clima;
- suelo;
- sabiduría de los campesinos y torcedores cubanos;
- variedades del tipo de tabaco cubano.
- tipo de Habano o marca La combinación de factores climáticos con las características del territorio cubano hacen del habano un producto auténtico de Cuba, certificado por el sello de autenticidad que adorna las cajas de las diferentes marcas cubanas.

## Historia

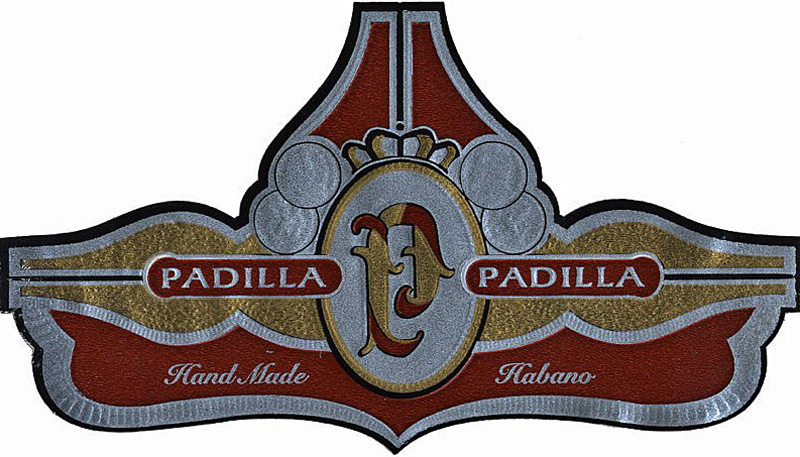
Vitola (o anilla) de puro habano

El tabaco es una planta originaria de América del Sur, se dice que llega a Cuba entre los dos mil o tres mil años antes de nuestra era. Los aborígenes cubanos (en su mayoría compuesto por el llamado indio taíno) eran fieles consumidores de tabaco; para ellos era como una especie de medicina e imprescindible para acompañar ceremonias sociales, políticas y religiosas, por lo que formaba parte de sus principales cultivos.

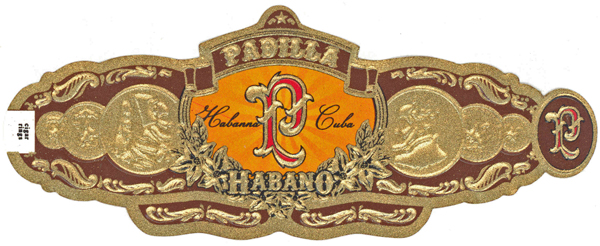
Vitola (o anilla) de un puro habano

A la llegada de los españoles a Cuba a principios del siglo XVI, la planta de tabaco se extiende por el mundo, desencadenándose instantáneamente una fuerte pasión por él; España cuenta con el mayor número de adeptos.[cita requerida] Luego se extendió a otras partes de Europa, donde se establecieron las más serias sanciones hacia el tabaco. Curiosamente, mientras más lo prohibían más se expandía su terreno de empleo con fines medicinales.
El rey Felipe V impuso el 11 de abril de 1717 un monopolio real del tabaco que se cultivaba en Cuba, decisión que ha pasado a la historia con el nombre de "Estanco del Tabaco".
El 23 de junio de 1817, el rey Fernando VII suprime el monopolio real, permitiendo la exportación de puros de Cuba.
Era cultivado exclusivamente por hombres libres, lo cual fue posible gracias a los inmigrantes españoles que dieron origen al campesinado cubano.
El siglo XIX reafirmó en las Antillas la producción de tabaco: ya para 1859 había cerca de 10.000 vegas y unas 1.300 fábricas en la capital.
Actualmente, la comercialización de los productos habanos está exclusivamente en manos de la empresa mixta Habanos S.A. perteneciente en partes iguales a Cubatabaco, empresa del estado cubano, e Altadis, fruto de la fusión de Tabacalera y Seita.

## Cultivo
Cuba está situada muy cerca del Trópico de Cáncer, con una humedad relativa del 79% y una temperatura media de 25 °C; recibe un régimen de lluvias que favorecen principalmente a la región occidental del país, donde se encuentran las mayores vegas de tabaco de Cuba. 
Si a este clima le sumamos las características del suelo de Cuba, es decir, la composición química y propiedades agrícolas que distinguen a las zonas tabacaleras y la experiencia y el cuidado que los torcedores ponen al hacer el producto cubano podemos fácilmente entender el porqué del éxito del habano. 
El cultivo comienza en el semillero, área donde se depositan las semillas con las condiciones óptimas para su germinación y desarrollo antes de trasladarlas al campo; aquí permanecen cerca de 40 días. En el mes de octubre se realiza la posterior siembra por etapas. Para recolectar la hoja, se espera un período desde los 45 a 80 días en que se plantó.
Luego de pasar por estos pasos, el tabaco es llevado a los lugares de ensarte para el posterior proceso de desecación y fermentación. En las escogidas es trabajado por hábiles manos generalmente femeninas, buscando con esto la suavidad y delicadeza en la selección y clasificación para beneficiar cada hoja recolectada. Se sigue con el secado de las hojas en las galeras.
Después de su clasificación y secado se procede a desempalillar la hoja del tabaco que consiste en remover la vena que cruza la hoja, se vuelven a clasificar las hojas de acuerdo a su tamaño y tipo de hoja, normalmente hay 3 tipos de hoja seco, volado y ligero que son las tres hojas componentes de un habano. La mezcla o ligada de un habano está dada por el número y clase de hojas que se usa para su creación. Una vez clasificadas se llevan a su añejamiento o fermentación para liberar a la hoja de químicos no deseados como el amoniaco. Después de cierto tiempo (dependiendo del fabricante y del puro) las hojas se llevan a un torcedor quien es la persona que elabora el puro, se hace la ligada del puro que se esté torciendo para después volver a ser añejado otro tiempo, una vez que superó los estándares de calidad estos son clasificados nuevamente para ser empaquetados en cajas de cedro de acuerdo al color de su capa.